# Nouvelles forces productives

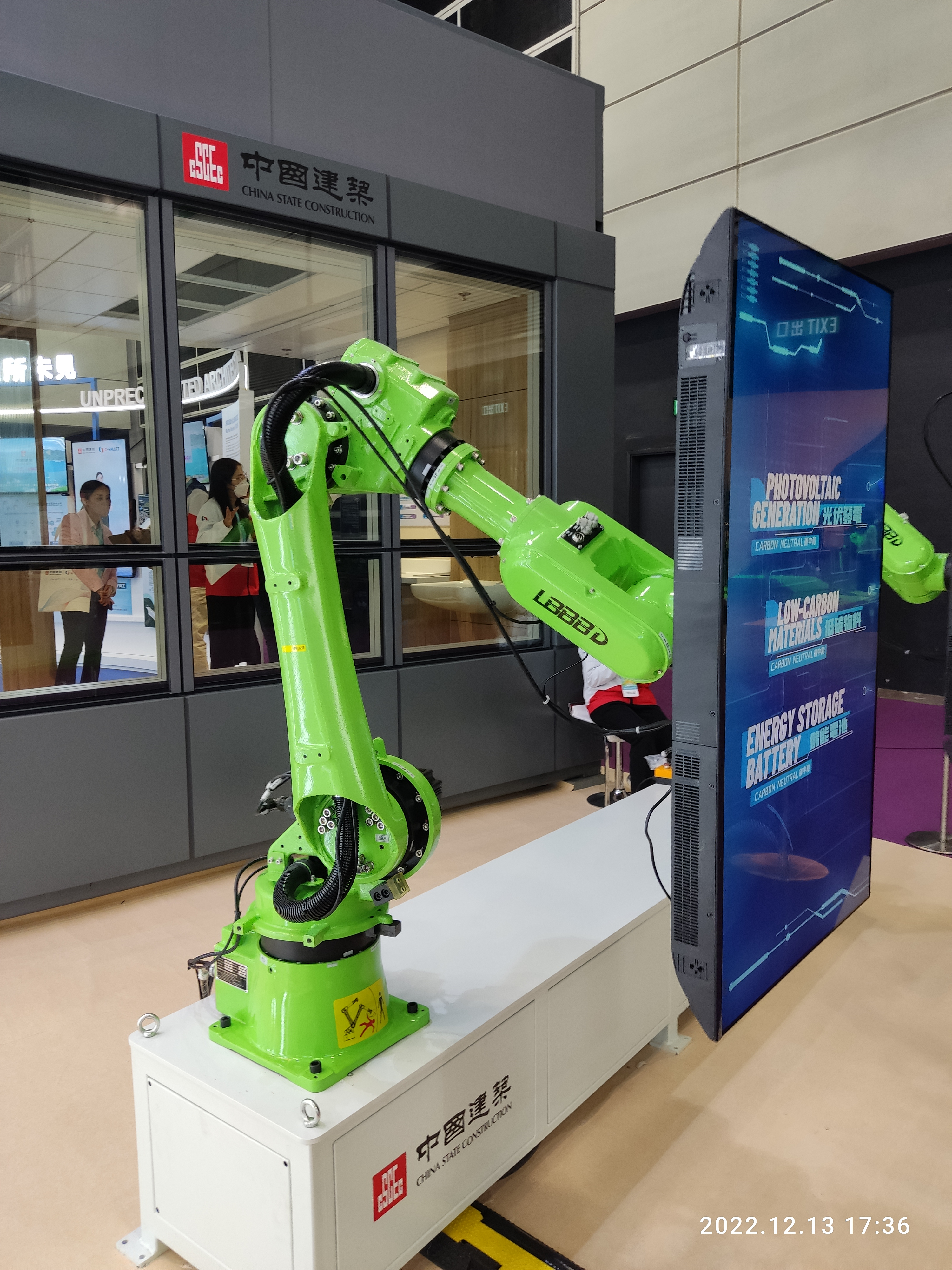
Robot industriel équipé d'un écran interactif, exposé dans un hall de démonstration en Chine. Ce type de technologie incarne les Nouvelles forces productives, combinant automatisation, intelligence artificielle et innovation numérique pour transformer les modes de production.

Les Nouvelles forces productives (新质生产力, Xinzhi Shengchanli) désignent un concept socio-économique et technologique émergent en Chine, qui met l'accent sur les transformations engendrées par l'intégration de technologies de pointe dans les processus de production. Ce terme englobe les avancées dans des domaines tels que l'intelligence artificielle, la robotique, les énergies renouvelables, l'informatique quantique, et la biotechnologie, qui redéfinissent les modes traditionnels de production et ouvrent la voie à une économie plus efficace, durable et compétitive. Les Nouvelles forces productives sont souvent perçues comme un levier stratégique pour renforcer l'autosuffisance technologique du pays et accélérer sa transition vers un modèle de croissance basé sur l'innovation.
Inscrites dans le cadre des politiques de modernisation industrielle, comme le plan Made in China 2025, elles visent à hisser la Chine au rang des leaders mondiaux dans les secteurs de haute technologie. Ce concept reflète également une évolution dans la pensée marxiste chinoise, en intégrant les mutations contemporaines du capital et du travail dans l'analyse des forces productives. Les Nouvelles forces productives ne se limitent pas à la sphère économique : elles touchent aussi les dimensions sociales et environnementales, cherchant à répondre aux défis du développement durable et à améliorer la qualité de vie.
Adopté comme une priorité nationale, le développement des Nouvelles forces productives témoigne des ambitions de Pékin de transformer l'économie chinoise en un moteur mondial d'innovation, capable de rivaliser avec les puissances économiques traditionnelles. Ce concept s'inscrit dans une vision à long terme où la montée en puissance technologique s'accompagne d'une volonté de remodeler les dynamiques globales de production et d'échanges.

## Histoire
Le terme est mentionné pour la première fois par le secrétaire général du Parti communiste chinois Xi Jinping lors d'une tournée d'inspection dans la province du Heilongjiang en septembre 2023,, où il appelle à un nouveau modèle économique basé sur l'innovation dans les secteurs avancés et à ce que la Chine « dirige le développement des industries émergentes stratégiques et des industries futures, ».
Du 11 au 12 décembre 2023, lors de la conférence centrale sur le travail économique, Xi déclare que « le cœur de l'approfondissement de la réforme structurelle de l'offre est de promouvoir l'innovation industrielle par l'innovation scientifique et technologique, en particulier les technologies disruptives et de pointe pour engendrer de nouvelles industries, de nouveaux modèles, de nouveaux moteurs, et développer de nouvelles forces productives ».
Le 5 mars 2024, en marge de la deuxième session de la 14e législature de l'Assemblée nationale populaire, Xi s'adresse aux députés du Jiangsu, appelant les gouvernements locaux à développer de nouvelles forces productives en fonction de leurs conditions locales afin d'éviter la formation de bulles économiques ou l'adaptation d'un seul modèle économique. Il déclare également : « Développer de nouvelles forces productives ne signifie pas négliger ou abandonner les industries traditionnelles » mais plutôt « utiliser de nouvelles technologies pour transformer et moderniser les secteurs traditionnels et promouvoir activement les industries de haute technologie, intelligentes et vertes ». Le même jour, le Conseil des affaires de l'État inscrit les nouvelles forces productives comme une priorité absolue dans un rapport gouvernemental.
En 2024, l'université des sciences et technologies de Xi'an (en) crée un « Centre de recherche sur les nouvelles forces productives de qualité », dirigé par le président de l'université Lai Xingping. De la première mention du terme par Xi en septembre 2023 au 1er mai 2024, le terme est apparu 1 073 fois sur la base de données académique chinoise CNKI.

## Aperçu
Le New York Times décrit l'accent mis sur les nouvelles forces productives comme une augmentation de l'innovation et de la croissance économique grâce à d'importants investissements dans la fabrication, en particulier dans les secteurs de la haute technologie et de l'énergie propre, ainsi qu'à une augmentation des dépenses en recherche et développement.
En mars 2024, l'agence de presse Xinhua déclare qu'en contraste avec les « forces productives traditionnelles », les nouvelles forces productives sont « une productivité avancée qui joue un rôle de premier plan dans l'innovation et se démarque du mode de croissance économique traditionnel et du chemin de développement de la productivité ». Elle précise qu'elles se caractérisent par « une technologie élevée, une efficacité élevée et une qualité élevée, ».
Les médias d'État l'utilisent pour désigner des industries allant du tourisme au « nouveau trio » : véhicules électriques, batteries et énergies renouvelables (en). Xi déclare que le test des nouvelles forces productives sera de savoir si elles pourront générer des améliorations de la productivité globale des facteurs. Il affirme également que les nouvelles forces productives proviendront de l'application des sciences et des technologies à la production. Study Times de l'école centrale du Parti communiste chinois qualifie le terme de développement de la théorie des forces productives (en) issue du marxisme et déclare qu'il enrichit encore la pensée de Xi Jinping sur l'économie.